# Midori-ku (Saitama)
Pour les articles homonymes, voir Midori-ku.
Midori (緑区, Midori-ku) est un arrondissement de la ville de Saitama, située dans la préfecture de Saitama, au Japon.

## Géographie

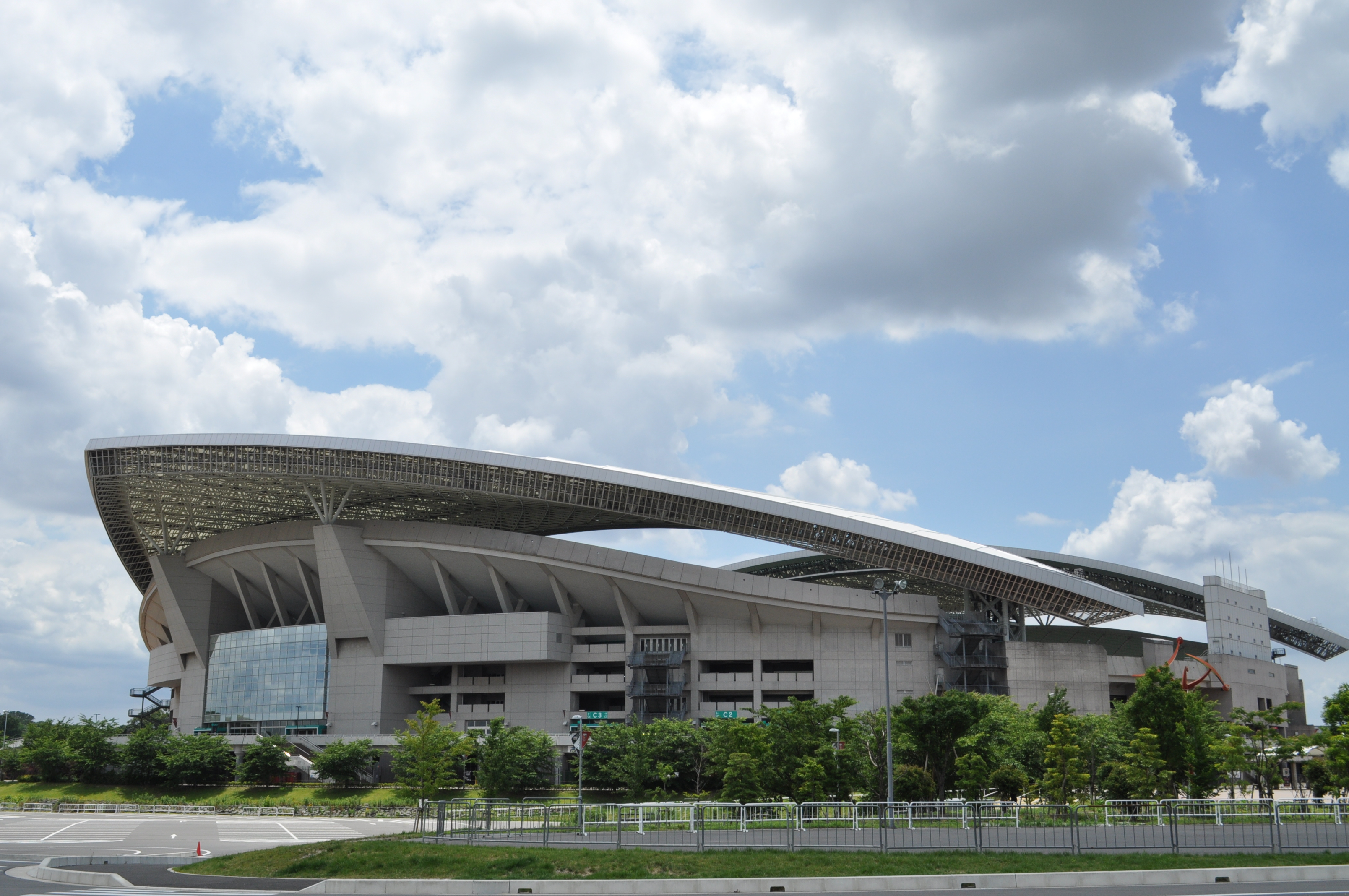
Stade Saitama 2002 à Midori-ku.

### Situation
Midori-ku est situé dans le sud-est de la ville de Saitama, dans la préfecture de Saitama, au Japon.

### Démographie
Au 1er avril 2017, la population de Midori-ku comptait 121 763 habitants (9,5 % de la population de la ville de Saitama) répartis sur une superficie de 26,44 km2.

## Histoire
L'arrondissement a été créé en 2003 lorsque Saitama est devenue une ville désignée par ordonnance gouvernementale. Avant 2001, le territoire occupé par Midori-ku faisait partie de l'ancienne ville d'Urawa.

## Transports
L'arrondissement est desservi par la ligne Musashino de la JR East et la ligne Saitama Railway.

## Culture locale et patrimoine
- Stade Saitama 2002